# Maud de Lancastre (1340-1362)
Pour les articles homonymes, voir Maud de Lancastre.
Maud de Lancastre (4 avril 1340 - 10 avril 1362), comtesse de Leicester, de Lincoln, de Hollande et de Hainaut et duchesse de Bavière-Straubing, est la fille aînée d'Henri de Grosmont, duc de Lancastre et d'Isabelle de Beaumont et l'épouse de Guillaume III de Hainaut.
Elle est née au château de Bolingbroke à Lindsey.

## Mariages
Elle est d'abord mariée à Ralph Stafford alors qu'elle est encore enfant. Après sa mort, elle épouse en 1352 Guillaume III de Hainaut, membre de la maison de Wittelsbach . Il est interné à partir de 1358 à cause de sa démence. Le couple a une fille, née en 1356 et morte jeune.

## Héritage
Le titre de duc de Lancastre s'éteint à la mort de son père en 1361, mais Maud devient cohéritière avec sa sœur Blanche de Lancastre des autres domaines et titres de son père. Le titre de comte de Leicester passe à son deuxième mari, tandis que le comté de Lancastre passe au mari de sa sœur cadette, Jean de Gand. Maud meurt un an plus tard sans descendance, et le reste de l'héritage de son père passe donc à Blanche et Jean de Gand. Cet héritage fournit la base politique et financière de la maison de Lancastre, le roi Henri IV d'Angleterre étant son neveu.